# Veidec Group
Veidec Group AB är en svensk företagskoncern som utvecklar och säljer kemtekniska produkter för reparation och underhåll till företagskunder. Bolaget har sitt huvudkontor i Veberöd. Verkställande direktör är Rickard Pålsson. 2016 omsatte koncernen 100 miljoner kronor i Sverige. Omsättningen inklusive utländska franchisebolag var 161 miljoner kronor år 2016.
Bolagets produkter distribueras i 18 länder i Europa. I Sverige säljs produkterna av dotterbolaget Veidec Sverige AB. 
Veidec grundades 1993 av Rickard Pålsson och Hans Pettersson.

## Verksamhet
Veidecs miljösortiment består av produkter som inte kräver märkning med avseende på hälso- och miljöfarlighet.
Som ägare av Scandinavian Touring Car Championship (STCC) mellan 2005 och 2014 ställde Veidec krav på ett flertal miljöförbättringar samt miljödiplomering enligt Svensk Miljöbas. År 2008 infördes miljöbränslet alkylatbensin för alla bilar i STCC-klassen. Samma år infördes etanol som bränsle i klassen V8 Thunder Cars. Mellan åren 2009 och 2012 körde ett flertal bilar i STCC på biogas.
Koncernen sponsrar sedan starten svensk och internationell motorsport för att testa och utveckla sina produkter. Under 2017 sponsrar Veidec bland annat RX2 International Series som är supportklass till rallycross-VM, Scandinavian Touring Car Championship, Kristoffersson Motorsport (KMS) och dragbikeföraren Kalle Lyrén. Tidigare sponsrade Veidec dragracingbanan Veidec Raceway, numera kallad Malmö Raceway.